# Wischiwaschi
Wischiwaschi ist die umgangssprachliche, oft abwertend benutzte Bezeichnung für wirres Gerede, dessen Sinn dem Zuhörer nicht deutlich wird. Sinnübergreifend wird das Wort auch für Dinge verwendet, die als ungenau oder oberflächlich erscheinen.
Etymologisch ist ‚Wischiwaschi‘ aus den zwei Wortbestandteilen ‚Wisch‘ („Schriftstück“) und ‚waschen‘ („schwätzen“) entstanden, wobei die Ähnlichkeit mit dem deutschen Wort ‚Gewäsch‘ nicht zu übersehen ist.
Ein Bezug zur englischen Sprache ist gegeben; dort ist das Nomen wish-wash genauso vorhanden wie das Adjektiv wishy-washy, das hier aber mehrere Bedeutungen besitzt, wie „Charakterschwäche“, „Mangel an Geschmack“, allgemeine „Kraftlosigkeit“, die „Wässrigkeit“ von Getränken, aber auch „lasch“, „labbrig“, „dünn“ oder „fad“.